# Königsberg in Bayern
Königsberg in Bayern (eller Königsberg i.Bay.) er en by i Landkreis Haßberge i Regierungsbezirk Unterfranken i den tyske delstat Bayern. Den ligger mellem Coburg og Schweinfurt.

## Geografi
Königsberg ligger lige syd for grænsen til delstaten Thüringen.

### Inddeling
Ud over Königsberg ligger landsbyerne Altershausen, Hofstetten, Bühl, Dörflis, Hellingen, Holzhausen, Junkersdorf, Köslau, Kottenbrunn, Römershofen og Unfinden i kommunen.

## Bygninger
Königsberg er kendt for sine bindingsværkshuse i den gamle bydel. Det centrale Salzmarkt er en sjælden samlet bebyggelse, og hele området er fredet. Der er også et mindesmærke for den tyske matematiker og astronom Johannes Regiomontanus, der er født i byen.